# Insula Faial

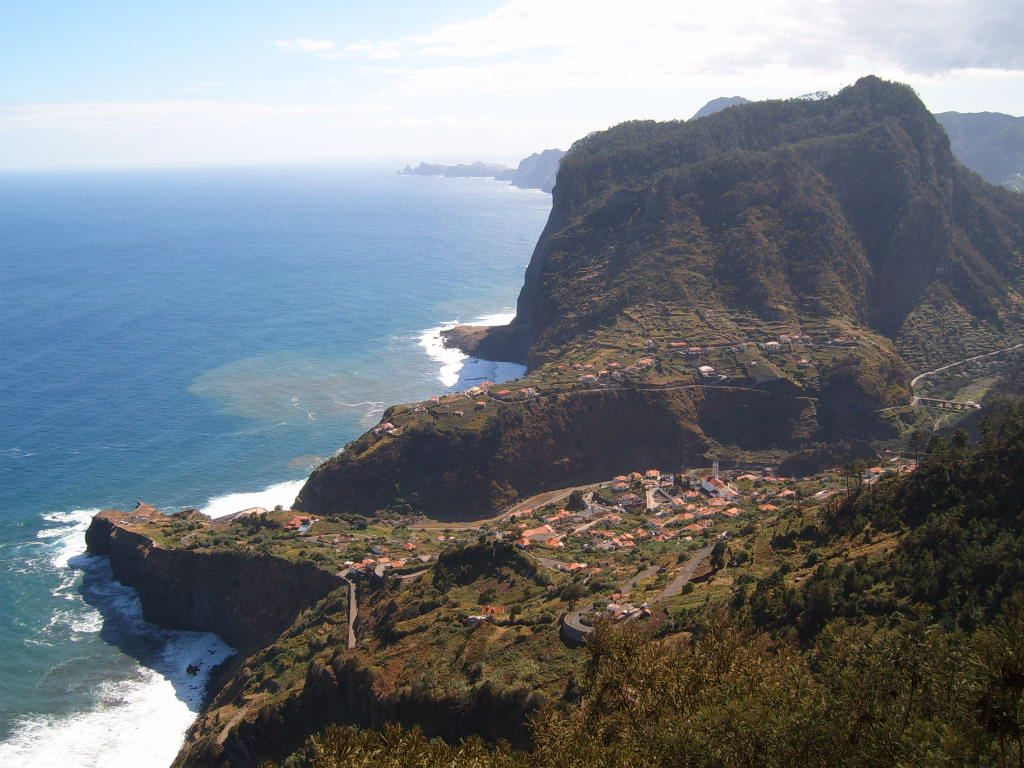
Insula Faial

Faial este a treia insulă ca mărime din arhipelagul Azore, Portugalia. Capitala insulei este Horta.
Insula de asemenea este numită insula albastrului din Azore, pentru marea varietate de plaje și flori, și de asemenea unii locuitori ai Portugaliei o numesc Paradisul din Azore. Oferă de pe plajă o impresionantă vedere spre Vulcanul Pico.
Populația este de 15.476 de locuitori, iar suprafața sa este de 173 km². Insula face parte din grupul central din Azore. Este un punct mai înalt deecât Cabeço Gordo, cu o înălțime de 1.043m.